# Chrysotus laesus
Chrysotus laesus är en tvåvingeart som först beskrevs av Christian Rudolph Wilhelm Wiedemann 1817.  Chrysotus laesus ingår i släktet Chrysotus och familjen styltflugor. Enligt den finländska rödlistan är arten starkt hotad i Finland. Arten är reproducerande i Sverige. Artens livsmiljö är torra gräsmarker. Inga underarter finns listade i Catalogue of Life.